# Филиппов, Владимир Сергеевич
Владимир Сергеевич Филиппов (1925 — 2015) — советский заслуженный мастер производственного обучения и передовик производства. Герой Социалистического Труда (1971).

## Биография
Родился 24 декабря 1925 года в Москве.
После окончания седьмого класса Московской средней школы стал учеником  Московского ремесленного училища № 21, где обучался на токаря.
С 1941 года после начала Великой Отечественной войны, В. С. Филиппову пришлось оставить учёбу и он стал осваивать мастерство снайперов при военкомате. С 1941 по 1945 годы работал при механической мастерской, которая стала выпускать продукцию для фронта, работал — помощником мастера, мастером производственного обучения и начальником смены по выпуску боеприпасов. Работа длилась по 12 часов в сутки. Взяв на себя обязательство работать за двоих В. С. Филиппов перевыполнил производственное задание за 1942 год на 327 процентов. В 1943 году закончил МРУ № 21 с отличием и присвоением профессии токаря 5-го разряда.
С 1943 по 1961 годы — мастер производственного обучения Московского ремесленного (технического) училища № 21. С 1961 по 1965 годы находился в заграничной командировке в составе Группы советских войск в Германии и работал заведующим мастерскими и преподавателем физвоспитания советской восьмилетней школы № 23 в ГДР, в городе Риза. С 1965 по 1977 год — мастер производственного обучения Московского профессионально-технического училища № 40.
21 июля 1971 года «за большие успехи, достигнутые в выполнении заданий пятилетнего плана по подготовке квалифицированных рабочих для народного хозяйства» Указом Президиума Верховного Совета СССР Владимир Сергеевич Филиппов был удостоен звания Героя Социалистического Труда с вручением Ордена Ленина и золотой медали «Серп и Молот».
В 1974 году В. С. Филиппов был удостоен звания — Заслуженный мастер профессионально-технического образования РСФСР. С  1977 года В. С. Филиппов был назначен директором Московского профессионально-технического училища № 180.
С 2003 года — на пенсии. Жил в Москве. Умер 12 марта 2015 года, похоронен на Ваганьковском кладбище.
Играл в командах мастеров по хоккею с мячом (мастер спорта) — «Трудовые  резервы»  Москва  (1944–1952),  «Строитель»  Москва (1952–1954), «Динамо» Москва (1954–1958, капитан команды в 1956–1958), «Труд» Калининград (1958/1959). Третий призёр чемпионата СССР 1956 года.

## Награды
- Медаль «Серп и Молот» (21.07.1971)
- Орден Ленина (21.07.1971)
- Медаль «За трудовое отличие»
- Орден Почёта (25.12.1996)

### Звания
- Заслуженный мастер профессионально-технического образования РСФСР (1974)